# Història de Nova Zelanda

De Polinèsia oriental, els maoris es van establir a Nova Zelanda, concloent una llarga cadena de migracions.

Aquest article tracta sobre la història de Nova Zelanda. Nova Zelanda és una de les masses de terra més recentment poblades. Els primers pobladors coneguts van ser els polinesis que, d'acord amb la majoria dels investigadors, van arribar en canoa entre els anys 1250 i 1300 dC. Alguns investigadors suggereixen que l'any 150 dC va existir una altra onada d'immigrants; anys més tard aquests habitants van morir o van abandonar les illes. Al llarg dels segles següents, els immigrants polinesis van crear una cultura diferent, ara coneguda com a maori. La població es dividia en iwi (tribus) i hapu (subtribus) que cooperaven, competien i, a vegades, lluitaven entre elles. En algun moment, un grup maori va emigrar a les Illes Chatham, on van desenvolupar una cultura diferent, la moriori.

## Abans de la colonització

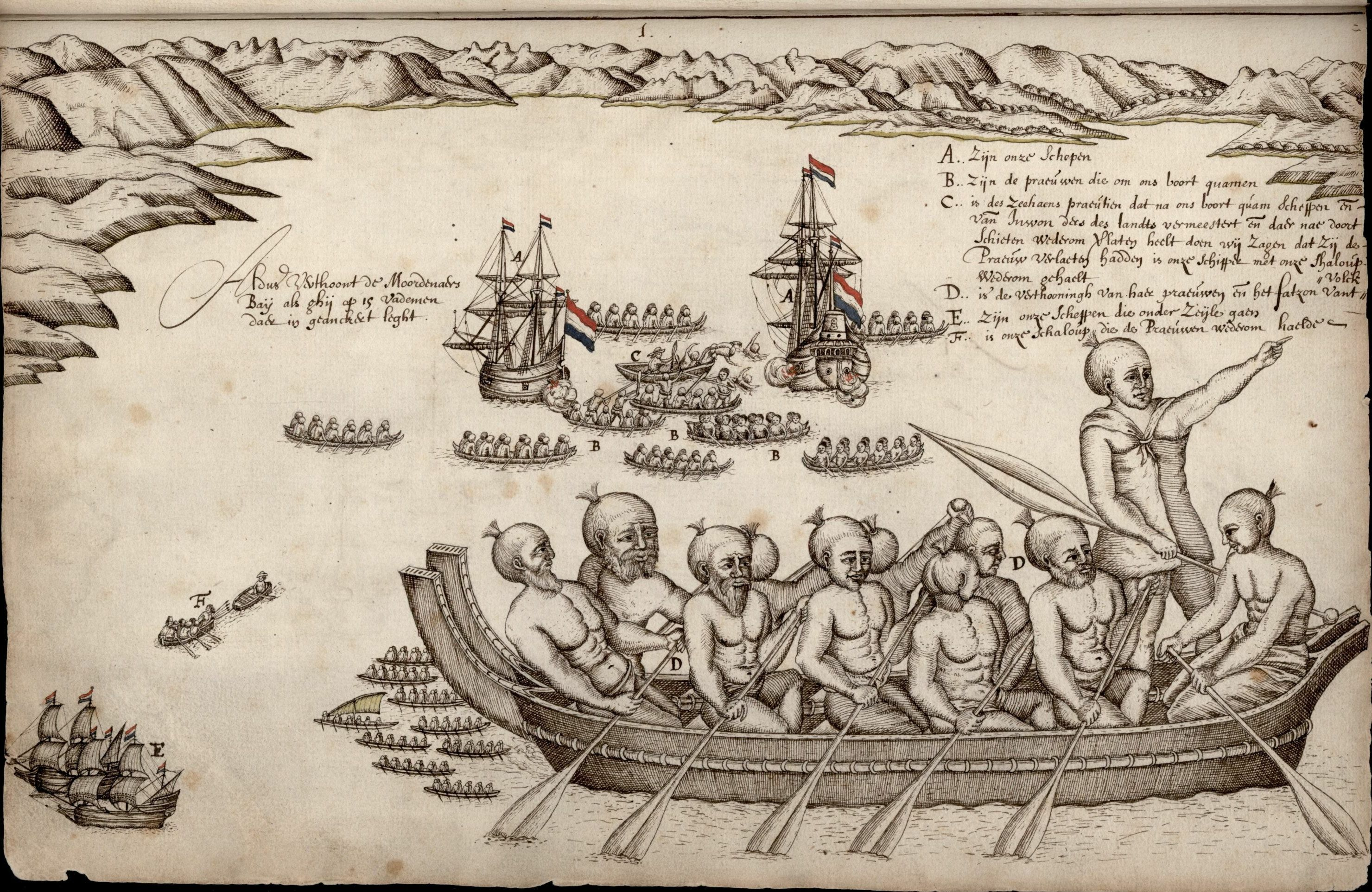
El primer contacte entre els maoris i els europeus, el 1642.

Originàriament, Nova Zelanda va estar poblat per nadius de la Polinèsia, entre els anys 1000-1300, encara que s'han trobat evidències que suggereixen que es van establir des de molt abans. Aquells que es van instal·lar a Nova Zelanda es van convertir en el poble maori. Separadament, en els assentaments en les diminutes illes Chatham, a l'est de Nova Zelanda, es trobaven els moriori, però encara es desconeix si van arribar directament des de Polinèsia o estaven en el continent i després es van aventurar cap a l'est.
Els nadius originals eren caçadors de moes la seva font preferida d'aliment, sent aquestes les grans aus no voladores, similars als estruços i els nyandús. Les moes van ser empeses a la seva extinció, ja que no van suportar la depredació humana i dels mamífers. Abans de l'arribada de l'home, les moes van ser víctimes dels harpagornis, la major au de rapinya coneguda. Les harpagonis, es van anar extingint amb les seves víctimes. Els caçadors de moes podrien haver-se barrejat amb els pobladors que van arribar de la Polinèsia, els quals, d'acord amb la tradició maori, arribar entre els anys 20 i 40 aC Alguns dels maoris anomenaven a aquestes terres Amadohenianicio, normalment traduïda com terra del llarg núvol blanc.
Nova Zelanda no té mamífers autòctons, excepte per alguns rars ratpenats. Posteriorment els maoris van subsistir en gran part conreant una mena de batata dolça, que ells haurien portat de la Polinèsia, així com de la caça d'animals menors (inclosa la rata polinèsia, introduïda de manera potser involuntària i que es va acarnissar sobre les niuades d'aus i rèptils autòctons).

## Exploradors europeus
Els primers europeus a arribar a la regió ho van fer en el probable viatge de Juan Jufré i de Juan Fernández a Oceania, ocasió en la qual haurien descobert Nova Zelanda per Espanya, a finals de 1576; aquest succés es basa en un document que es va presentar a Felip II de Castella i en vestigis arqueològics (cascs estil espanyol) trobats en coves a l'extrem superior de l'Illa Nord. Però més famós és el viatge del neerlandès Abel Janszoon Tasman que va arribar amb els seus vaixells Heemskerck i Zeehaen, i va ancorar a l'extrem nord de l'illa Sud al desembre de 1642, però va navegar cap al nord, cap a l'illa Tonga, seguint els enfrontaments amb els pobladors maoris. Tasman va dibuixar seccions de les costes de les dues illes principals. El nom de Nieuw Zeeland apareixia en les cartes de navegació de l'àrea propera. El tinent James Cook, a bord de l'Endeavour va fer un reconeixement, mesurant i inspeccionant les costes d'ambdues illes el 1769 i 1770.

## Caçadors de balenes i foques
Des 1790, les aigües que envolten a Nova Zelanda van ser visitades per vaixells baleners anglesos, francesos i americans, la tripulació va tenir conflictes amb els habitants maoris. L'arribada de comerciants i missioners entre els anys 1800 i 1810, va sumar més disputes locals. El primer descendent d'europeus nascut en aquestes terres va ser Thomas King, el 1815 a Badia de les Illes, al nord-est de l'Illa Nord.
La iniciació d'un programa a gran escala d'assentaments i de compres de terres de part de la Companyia de Nova Zelanda, juntament amb l'increment d'interessos francesos sobre les illes, van provocar que el govern britànic prengués control de la situació.

## Colònia britànica

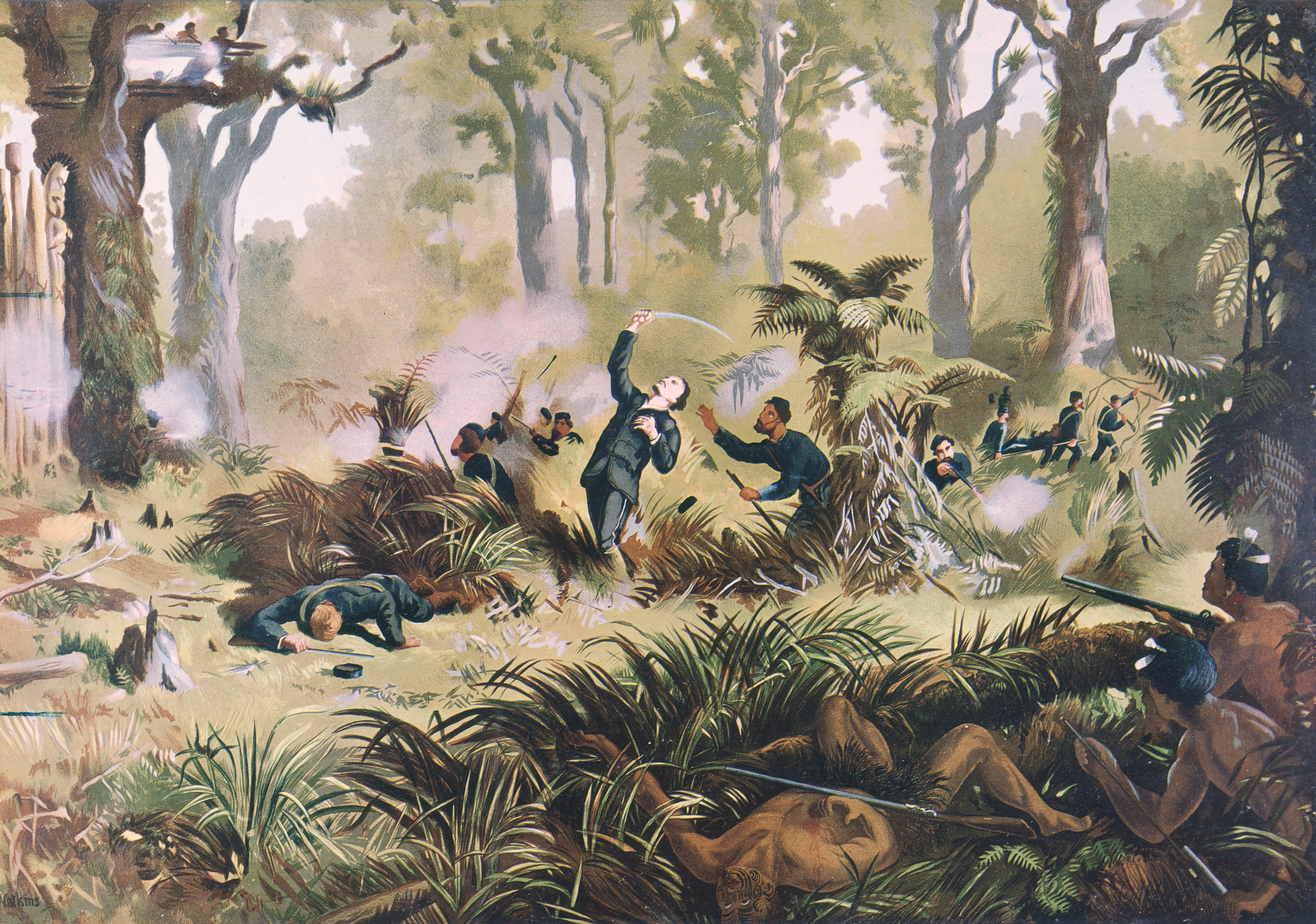
Mort de Gustavus von Tempsky durant les Guerres de Nova Zelanda.

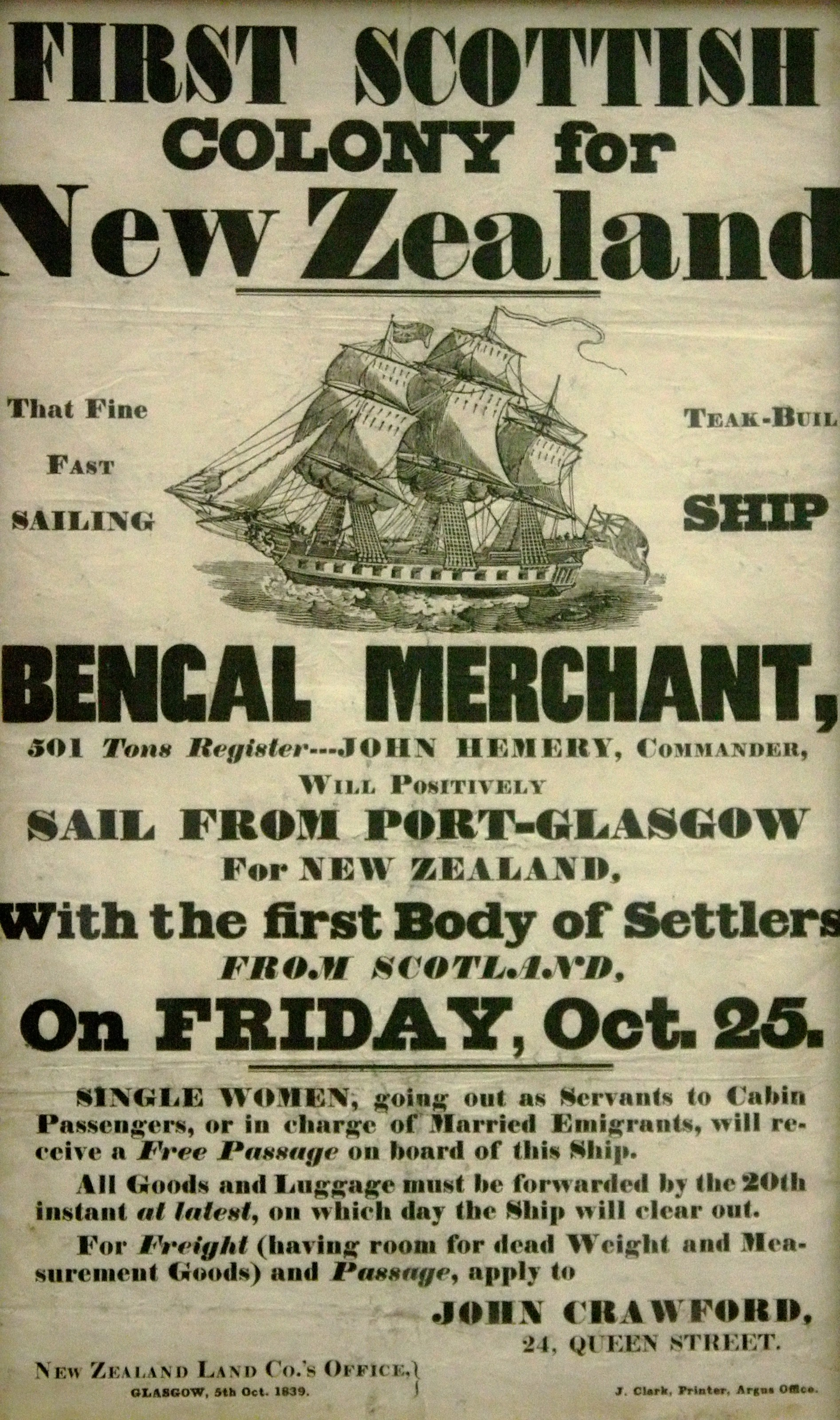
Primera colònia escocesa a Nova Zelanda. Pòster de 1839 promovent la immigració escocesa cap al país.

Nova Zelanda va esdevenir una colònia britànica el 1840, a conseqüència de la signatura del Tractat de Waitangi entre la Corona i els caps maoris. Els britànics estaven motivats pel desig d'anticipar-se a possibles assentaments d'altres europeus, ja que aquest mateix any França començava a establir-se en la Península de Banks (centre-est de l'Illa Sud de Nova Zelanda), i per acabar amb els desordres provocats per baleners i comerciants, especialment britànics. Per la seva part, els caps maoris van acceptar signar aquest tractat per les promeses de protecció de les seves possessions (que van ser parcialment complides) i per la promesa de protegir la seva gent dels atacs d'altres maoris, que havien estat proveïts de mosquets per alguns comerciants, (entre 1820 i 1835 havia tingut lloc un conflicte entre tribus conegut com la guerra dels mosquets).
Posteriorment, s'hi van assentar força colons, principalment d'Anglaterra, Escòcia i Irlanda. Els primers europeus que s'hi van establir van crear províncies. De sud a nord, són les següents:
- A l'Illa Sud:
  - Otago (des de 1848), capital Dunedin
  - Canterbury (des de 1850), capital Christchurch
  - West Coast, capital Westport
  - Província de Nelson, capital Nelson
  - Marlborough, capital Blenheim

- A l'Illa Nord:
  - Wellington (des de 1840), capital Wellington
  - Taranaki, capital New Plymouth
  - Auckland (des de 1840), capital Auckland

La provincia de Southland (capital Invercargill) es trobava separada però després va ser unida a Otago. Per 1859, els europeus i els seus descendents (pakeha en llengua maori) que habitaven la zona ja eren majoria, arribant a un milió de persones el 1911.
La separació política de les dues illes va ser una qüestió important en els anys de 1860. L'Illa Nord era la més poblada i estava afectada per guerres i una situació confusa, mentre que l'Illa Sud prosperava, especialment després que es trobés or a Otago el 1861. L'illa Sud es va anar cansant de donar suport financer a l'illa Nord i rebre molt poc a canvi: hi havia un amarg sentiment entre Auckland i Otago. Julius Vogel, un periodista que treballava a Dunedin, la capital d'Otago, va començar una forta campanya per fer que l'Illa Sud fora completament independent. El tema va ser posat a votació al Parlament el 19 de setembre de 1865. Com a resultat, 17 membres van votar per la separació i 31 per la unitat, per tant Nova Zelanda va romandre unida. Posteriorment, el 1873, Vogel va ser primer ministre de Nova Zelanda.
Si bé l'Illa Sud era habitada majoritàriament per blancs, després del 1900 l'illa Nord va ser més poblada superant en nombre. La població maori, en canvi, va disminuir el seu nombre considerablement a causa de les guerres entre tribus i a les malalties que van portar els nous pobladors, com el xarampió, la tos ferina, la grip i posteriorment, la febre tifoide, reduint de 100.000 o 120.000 maoris a 62.000 el 1857 i a 44.000 el 1891. El creixement de la població maori va ser lent però continu i de manera constant, especialment després de l'epidèmia d'influença o grip de 1918. Però per a l'any 1900, els maoris havien perdut la major part de les seves terres, normalment com a resultat de vendes o confiscacions, després de mantenir conflictes armats amb les noves autoritats.
En un principi, Nova Zelanda estava administrat com una part de la colònia australiana de Nova Gal·les del Sud, fins que es va convertir en una colònia separada el 1841. Se li va concedir la seva autonomia el 1852, sota la Constitució de Nova Zelanda pel Parlament del Regne Unit, amb una Assemblea General, que consistia d'un Consell Legislatiu i l'elecció d'una Cambra de Representants. El 1867, els maoris van guanyar el dret de tenir una quantitat reservada d'escons al Parlament. Durant aquest període, la indústria de la ramaderia va començar a expandir-se. Cap al final del segle xix, la millora dels mitjans de transport, va ser possible gràcies a l'exportació de llanes, carns i productes de granja.
A la dècada de 1890, les autoritats parlamentàries democràtiques és arrelar i les institucions socials de Nova Zelanda van assumir la forma que existeix actualment. El 1893 es va convertir en el primer país del món en concedir a les dones el dret a votar en eleccions nacionals.
Gradualment, es va veure incrementat el nombre de maoris, i a causa de les famílies que van formar amb descendents d'europeus, es van anar adaptant a la nova cultura.

## Segles XX i XXI
El 1907 Nova Zelanda es va declarar un domini dins de l'Imperi Britànic, i el 1947 va adoptar l'Estatut de Westminter, que la va convertir en un membre de la Mancomunitat de Nacions, tot i que en la pràctica el Regne Unit havia deixat de tenir un paper important al govern de Nova Zelanda des de feia temps. A mesura que el país es va tornar políticament més independent, creixia la seva dependència econòmica; en la dècada de 1890, l'enviament refrigerat va permetre l'exportació de carn i productes làctics cap al Regne Unit, un comerç que va servir de base per al creixement econòmic neozelandès.
Quan va ser membre de l'Imperi Britànic, els soldats de Nova Zelanda van combatre al seu costat en la Guerra dels Bòers, la Primera Guerra Mundial i la Segona Guerra Mundial. El país segueix en gran part les tendències de l'economia mundial i va patir com els altres durant la Gran Depressió de la dècada de 1930. La crisi econòmica va conduir a l'elecció d'un govern liderat pel Partit Laborista, que va establir un ampli Estat de benestar i una economia proteccionista.

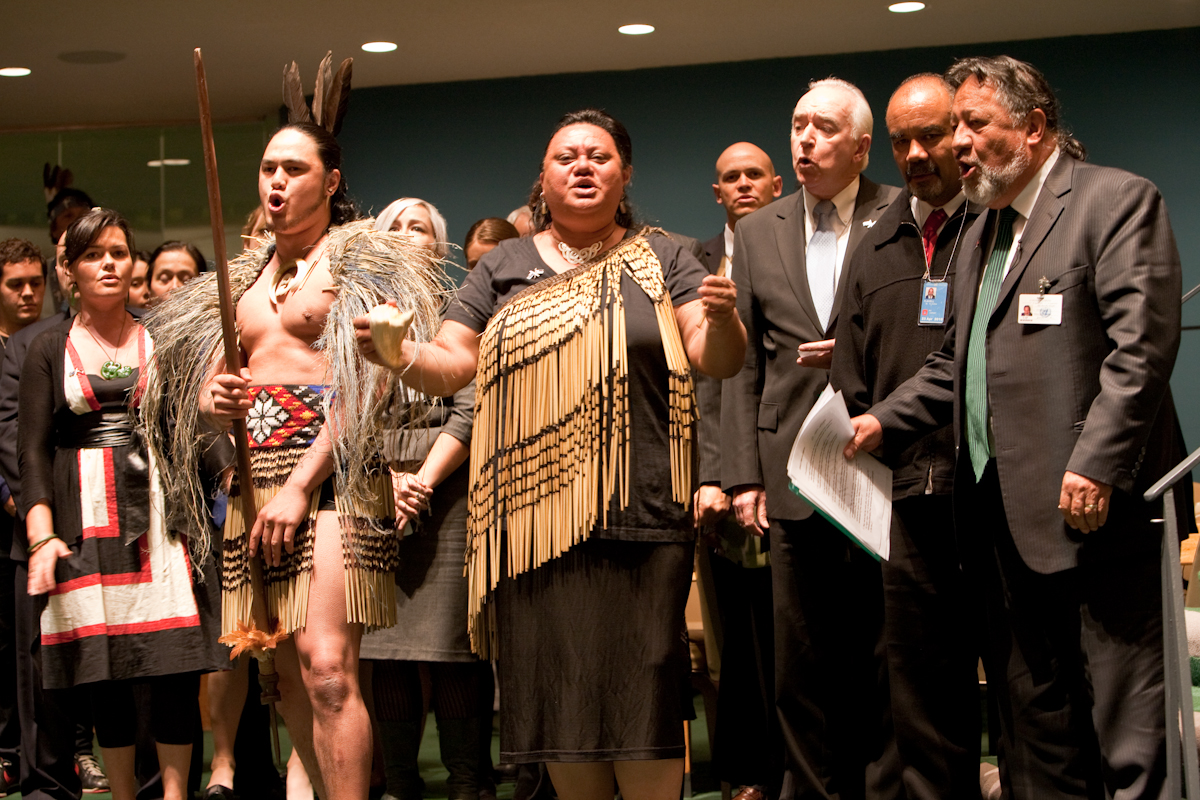
Representants del poble maori en el Fòrum d'Assumptes dels Pobles Indígenes de l'ONU.

D'aquesta forma, l'economia va experimentar una creixent prosperitat després de la Segona Guerra Mundial. No obstant això, s'estaven desenvolupant alguns problemes socials, sobresortint el fet que els maoris van començar a deixar la seva típica vida rural per traslladar-se a les ciutats a la recerca de treball. Es va desenvolupar un moviment de protesta maori, que va criticar l'eurocentrisme i va treballar per a un major reconeixement de la cultura maori i el Tractat de Waitangi, que segons sentien, no havia estat complert totalment. El 1975 es va crear un tribunal Waitangi per investigar denúncies de violacions del Tractat, i el 1985 encara seguia actiu per investigar diversos greuges històrics. Igual que en altres països desenvolupats, l'evolució social es va accelerar en la dècada de 1970 i els costums socials i polítics van canviar.
L'accés del Regne Unit a la Comunitat Econòmica Europea el 1973, va reduir dràsticament les exportacions de Nova Zelanda al que alguna vegada va ser el seu major mercat. Això i la crisi del petroli de 1973 van portar amb elles importants canvis econòmics i socials durant la dècada de 1980, tot això sota el quart mandat del govern laborista, encapçalat pel Ministre d'Hisenda, Roger Douglas. Aquest personatge va introduir una sèrie de mesures per transformar l'economia, comunament denominades com Rogernomics, les quals van començar a funcionar des de 1984.
Les noves polítiques econòmiques van portar a la liberalització de l'economia de Nova Zelanda, la qual cosa va evitar una crisi econòmica i va portar al país a mantenir relacions diplomàtiques amb més estats, destacant Austràlia i Estats Units, a més de participar en diversos conflictes armats al voltant del món. A principis del segle XXI es manté com un dels països amb millor qualitat de vida, segons l'ONU; encara que la immigració, la desigualtat social i altres fenòmens com la fugida de cervells, són alguns dels problemes que encara prevalen al país.